# Маконел (Западна Вирџинија)
Маконел (енгл. McConnell) насељено је место без административног статуса у америчкој савезној држави Западна Вирџинија.

## Демографија
По попису из 2010. године број становника је 514.
| Група             | 2000.    | 2010.       |
| Белци             | 0 (0,0%) | 491 (95,5%) |
| Афроамериканци    | 0 (0,0%) | 9 (1,8%)    |
| Азијати           | 0 (0,0%) | 1 (0,2%)    |
| Хиспаноамериканци | 0 (0,0%) | 8 (1,6%)    |
| Укупно            | 0        | 514         |